# 634 a.C.
Il 634 a.C. (DCXXXIV a.C. in numeri romani) è un anno  del VII secolo a.C.

## Nati
- Nabucodonosor II, sovrano babilonese († 562 a.C.)